# Amorphophallus
Amorphophallus es un gran género de aproximadamente 170 plantas tropicales tuberosas herbáceas de la familia de las aráceas (Araceae). Son típicas plantas de tierras bajas, que crecen en las zonas tropicales y subtropicales de la paleozona tropical, desde oeste África hasta las Islas del Pacífico. Algunas especies fueron introducidas en América. La mayor parte de las especies son endémicas. Crecen preferentemente sobre tierras alborotadas, como bosques secundarios.

## Descripción
Estas enormes plantas tienen un tubérculo globoso. De la parte superior de este tubérculo, surge una sola hoja, que puede tener hasta 1 m de altura, seguida, cuando madura, por una sola flor. Esta hoja está formada por un tallo de hoja vertical y una lámina horizontal, que puede componerse, a su vez, de un cierto número de pequeñas hojas. La hoja dura un período de cultivación. El pedúnculo (tallo primario de la flor) puede ser largo o corto.
Como es típico en la familia Araceae, estas especies desarrollan una inflorescencia que consiste en una prolongación que, por lo general, envuelve el espádice (una espiga flores con un eje carnoso). La espata puede tener colores diferentes, pero sobre todo pardusco-purpúreo a verde claro. En el interior, contiene crestas o verrugas, que funcionan como trampas para insectos.
Las plantas son monoecias. El espádice tiene flores diminutas: flores femeninas, no más que un pistilo, en el fondo, flores masculinas, verdaderamente un grupo de estambres, y luego un área vacía estéril. Esta última parte, llamada el apéndice, consiste en flores estériles, llamadas estaminodes, y pueden ser especialmente grande. No tiene corola.
Una vez que la espata se abre, la polinización debe ocurrir el mismo día. El apéndice emite el olor de la carne en descomposición, atrayendo a los insectos (mimetismo químico). No obstante algunas especies emiten un olor agradable.
A través de varias e ingeniosas trampas, los insectos que polinizan son atrapados dentro de la espata para depositar el polen sobre las flores femeninas. Estas quedan abiertas tan sólo un día, mientras las flores masculinas aún están cerradas. Estas entonces se abren al día siguiente, pero para entonces las flores femeninas no son más receptivas. Las flores masculinas impregnan con polen a los insectos atrapados. Cuando los insectos escapan pueden polinizar otra flor.
Las flores polinizadas desarrollan entonces una fruto pequeño y redondo. Puede ser rojo, color zanahoria, blanco, blanco y amarillo, o azul. 
Amorphophallus titanum, la inflorescencia más grande del mundo, pertenece a este género. Puede alcanzar una altura de 2.5 m y 1.5 m de ancho. En segundo lugar esta Amorphophallus gigas, que es más alta, pero tiene una flor algo más pequeña. Los tubérculos de Amorphophallus konjac son utilizados para hacer konjaku, un agente espesante japonés que contiene glucomannan, una fibra que puede absorber hasta 200 veces más agua que su peso en seco.

## Taxonomía
El género fue descrito por Blume ex Decne. y publicado en Nouvelles Annales du Museum d'Histoire Naturelle 3: 366. 1834.
Etimología
Amorphophallus: nombre genérico que deriva de las palabras griegas: amorphos y phallos, que significa pene deforme.

## Algunas Especies

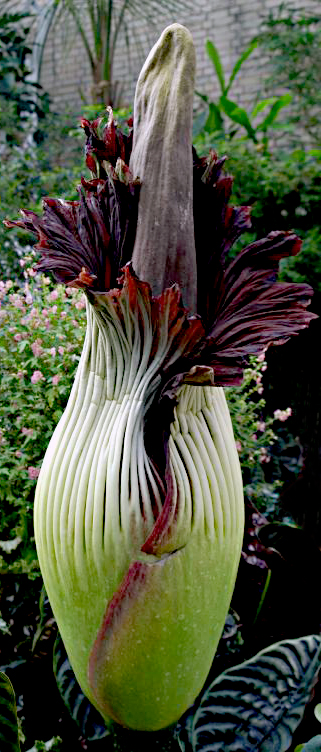
Amorphophallus titanum cerrada.

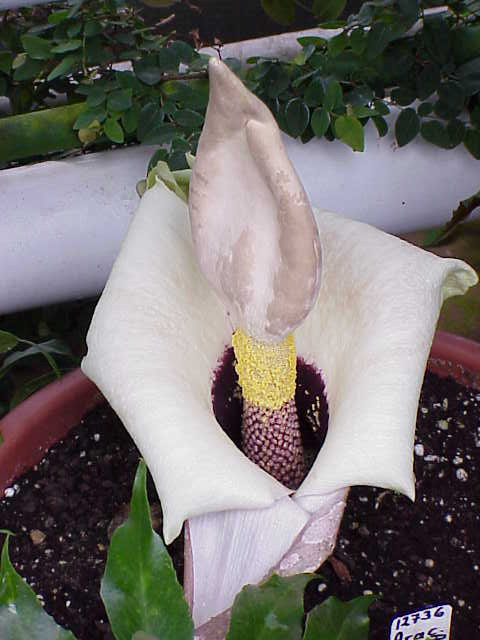
Amorphophallus prainii.

| - Amorphophallus abyssinicus - Amorphophallus albus - Amorphophallus amygdaloides - Amorphophallus angolensis - Amorphophallus angustispathus - Amorphophallus ankarana - Amorphophallus aphyllus - Amorphophallus baumannii - Amorphophallus beccarii - Amorphophallus borneensis - Amorphophallus brevispathus - Amorphophallus bulbifer Blume - Amorphophallus canaliculatus - Amorphophallus cirrifer - Amorphophallus coaetaneus - Amorphophallus commutatus - Amorphophallus corrugatus - Amorphophallus dactylifer - Amorphophallus declinatus - Amorphophallus decus-silvae - Amorphophallus discophorus - Amorphophallus dracontioides - Amorphophallus dunnii - Amorphophallus eburneus | - Amorphophallus konjac K. Koch - Amorphophallus margaritifer - Amorphophallus ochroleucus - Amorphophallus paeoniifolius (Dennst.) Nicolson - Amorphophallus palawanensis - Amorphophallus pendulus - Amorphophallus pingbianensis - Amorphophallus pusillus - Amorphophallus pygmaeus - Amorphophallus rhizomatosus - Amorphophallus sagittarius - Amorphophallus salmoneus - Amorphophallus scutatus - Amorphophallus smithsonianus - Amorphophallus sumawongii - Amorphophallus symonianus - Amorphophallus taurostigma - Amorphophallus thaiensis - Amorphophallus tinekeae - Amorphophallus titanum - Amorphophallus variabilis - Amorphophallus yunnanensis - Amorphophallus zenkeri |